# 159778 Bobshelton
159778 Bobshelton este un asteroid din centura principală de asteroizi.

## Descriere
159778 Bobshelton este un asteroid din centura principală de asteroizi. A fost descoperit pe 24 iunie 2003 la Junk Bond Observatory de David Healy (astronom). Asteroidul prezintă o orbită caracterizată de o semiaxă mare de 2,45 ua, o excentricitate de 0,20 și o înclinație de 1,6° în raport cu ecliptica.